# 17681 Tweedledum
17681 Tweedledum este o planetă minoră (asteroid), cu un diametru de 2,428 km, din centura de asteroizi. A fost descoperită pe 6 ianuarie 1997 la Nihondaira Observatory⁠(d) de Takeshi Urata și a fost numită după Tweedledum⁠(d). 
Obiectul prezintă o orbită caracterizată de o semiaxă mare de 1,8253057 UAi, o excentricitate de 0,03, o înclinație de 24,38241 ° în raport cu ecliptica.